# Ruben Svensson
Ruben Svensson (* 28. November 1953 in Karlskoga) ist ein schwedischer ehemaliger Fußballspieler. Der Abwehrspieler gewann mit dem IFK Göteborg 1982 das Triple aus Landesmeisterschaft, Landespokal und UEFA-Pokal.

## Werdegang
Svensson zog mit seiner Familie 1969 nach Hagfors, wo er beim örtlichen Fußballverein mit dem Fußballspielen begann. Über den IK Viking kam er 1975 zum BK Derby, mit dem er im folgenden Jahr in die Allsvenskan aufstieg. Die Spielzeit 1977 beendete er jedoch nach nur drei Saisonerfolgen mit zwölf Pluspunkten mit dem Klub als Tabellenletzter. An der Seite von Anders Wickman, Lars Richt, Ulf Spångberg und Håkan Lundström bestritt er dabei alle 26 Saisonspiele.
Svensson blieb in der höchsten schwedischen Spielklasse, da der Ligakonkurrent IFK Göteborg ihn verpflichtete. Unter Trainer Hans Karlsson gehörte er schnell zu den Stammspielern, die den Verein im oberen Tabellendrittel etablierten. In der Spielzeit 1979 führte der neue Trainer Sven-Göran Eriksson die Mannschaft um Torbjörn Nilsson, Glenn Strömberg, Odd Lindberg und Tommy Holmgren zur Vizemeisterschaft hinter Halmstads BK, im Landespokal war sie erfolgreicher. Mit einem deutlichen 6:1-Erfolg über Åtvidabergs FF holte der Klub zum ersten Mal in der Vereinsgeschichte die Trophäe.
In den folgenden Jahren gehörte IFK Göteborg weiters zur Ligaspitze und qualifizierte sich regelmäßig für den UEFA-Pokal. 1982 war Svensson schließlich am erfolgreichsten Jahr der Vereinsgeschichte bis dato beteiligt. Nachdem die Mannschaft im UEFA-Pokal 1981/82 überwintert hatte, trat sie im Viertelfinale beim spanischen Vertreter FC Valencia an. Der in finanzielle Turbulenzen geratene Klub konnte erst durch Unterstützung der Anhänger nach Spanien reisen, die Mannschaft zeigte dort jedoch eine hervorragende Leistung. Neben Torbjörn Nilsson trug sich Svensson beim 2:2-Auswärtsunentschieden in die Torschützenliste ein, das Grundstein für den Aufstieg ins Halbfinale war. Als Stammspieler in der Abwehrkette neben Glenn Hysén, Conny Karlsson und Stig Fredriksson war er auch an den Erfolgen gegen den 1. FC Kaiserslautern beteiligt, die ins Endspiel gegen den Hamburger SV führten. Als Außenseiter ins Endspiel eingezogen boten die Schweden mit moderner Spielweise dem norddeutschen Klub Paroli und holten mit Siegen in Hin- und Rückspiel den Titel. Im Landespokal schlug die Mannschaft kurze Zeit später Östers IF und zum Saisonende – der vormalige Assistenztrainer Gunder Bengtsson hatte zwischenzeitlich den nach Portugal abgewanderten Sven-Göran Eriksson als Trainer beerbt – setzte sich der Tabellenführer der regulären Spielzeit auch in der Meisterschaftsrunde der Spielzeit 1982 gegen Hammarby IF durch. In den Spielzeiten 1983 und 1984 wiederholte Svensson mit seinem Klub die Meistertitel, der Erfolg im Europapokal ließ sich jedoch zunächst nicht wiederholen. Erst im Europapokal der Landesmeister 1984/85 erreichte er mit der Mannschaft das Viertelfinale, in dem sie an Panathinaikos Athen scheiterte.
Anfang 1986 verließ Svensson nach acht Spielzeiten IFK Göteborg und schloss sich dem Lokalrivalen Västra Frölunda IF an, der in der zweiten Liga spielte. Nach einer Verletzung von Glenn Hysén kehrte er jedoch für das Rückspiel im Halbfinale des Europapokals der Landesmeister 1985/86 auf Leihbasis zurück. Gegen den FC Barcelona stand der Klub kurz vor dem Finaleinzug, der zweifache Torschütze Torbjörn Nilsson und Tommy Holmgren hatten ihn zu einem 3:0-Heimsieg im Hinspiel geführt. Der katalanische Klub egalisierte jedoch im Rückspiel das Ergebnis und setzte sich im Elfmeterschießen durch. Dennoch war das Jahr erfolgreich für Svensson, mit seinem neuen Klub stieg er in die Allsvenskan auf. An der Seite von Kaj Eskelinen, Mikael Robertsson und Joakim Nåfors gehörte er zu den Stammkräften, die den Verein in der Spielzeit 1987 auf den siebten und im Folgejahr auf den neunten Tabellenrang führten. Anschließend beendete er seine aktive Laufbahn.
1995 kehrte Svensson für IK Viking auf den Fußballplatz zurück, beendete aber nach drei Spielen verletzungsbedingt sein Comeback. Später gehörte er dem Trainerstab des IFK Göteborg an.